# Aleksandra Tłuściak-Deliowska
Aleksandra Teresa Tłuściak-Deliowska (ur. 23 października 1986 w Krośnie) – polska pedagog, doktor habilitowany nauk społecznych.

## Życiorys
W 2009 r. ukończyła studia pedagogiki specjalnej, w 2012 r. obroniła pracę doktorską pt. Percepcja klimatu szkoły a aprobata przemocy i uprzedzenia etniczne wśród nastolatków, której promotorem był prof. Adam Frączek, w 2018 r. habilitowała się na podstawie pracy zatytułowanej Dręczenie szkolne. Społeczno-pedagogiczna analiza zjawiska.
Została pracownikiem naukowym na Akademii Pedagogiki Specjalnej im. Marii Grzegorzewskiej.
W latach 2021-2024 kierowała Szkołą Doktorską Akademii Pedagogiki Specjalnej im. Marii Grzegorzewskiej, od 2024 pełni funkcję Dyrektora Instytutu Pedagogiki Akademii Pedagogiki Specjalnej im. Marii Grzegorzewskiej.
Dorobek naukowy jest efektem działalności badawczej prowadzonej w dwóch obszarach tematycznych, jakimi są przemoc rówieśnicza i szkolne środowisko uczenia się.
Autorka „Retrospektywnego Kwestionariusza Przemocy Rówieśniczej” (RBEQ, Tłuściak-Deliowska, 2015), wykorzystywanego zarówno w Polsce, jak i w projektach badawczych za granicą. 